# Linha 3a do Tramway d'Île-de-France
A linha 3a do Tramway d'Île-de-France, muitas vezes simplesmente chamada T3a e também chamada Tramway des Maréchaux sud ou TMS, é a primeira linha de tramway circulando em Paris intramuros desde 1937, marcando o retorno a este modo de transporte, depois de sessenta e nove anos de ausência. Ele é operada pela Régie Autonome des Transports Parisiens (RATP).
Inaugurada em 16 de dezembro de 2006 sob o nome de linha T3 após amargo debates e de dois anos e meio de obras, ela também foi para o município uma ferramenta de desenvolvimento urbano, que tem transformado a paisagem do boulevards dos Marechais ao sul da capital. Situada em corredor próprio no chão desses boulevards, do 15.º ao 13.º arrondissement, a linha ligava então a Pont du Garigliano à Porte d'Ivry em vinte e seis minutos, em média. Ela levou vinte e cinco milhões de passageiros durante o seu primeiro ano de operação, com uma média de 100 000 viajantes a cada dia da semana e 70 000 nos fins de semana, os números em constante crescimento nos anos seguintes.
De 2009 a 2012, foram feitas as obras de extensão da linha para o leste e o norte. Inaugurada integralmente em 15 de dezembro de 2012, esta extensão tem a forma de duas linhas separadas, a fim de garantir a robustez da operação: a linha existente foi estendida até a Porte de Vincennes e foi renomeado T3a no dia da inauguração da extensão; uma segunda linha, chamada T3b, junta-se a continuidade da Porte de Vincennes à Porte de la Chapelle. As obras de extensão desta última até a Porte d'Asnières começaram em 31 de março de 2014 e deverão continuar até 2018.

Plano da linha T3a.

## História

### Linha do tempo
- 16 de dezembro de 2006: inauguração entre Pont du Garigliano e Porte d'Ivry sob a denominação T3
- 18 de junho de 2007: Aumento da velocidade comercial de 16 km/h a 18 km/h
- 15 de dezembro de 2012: extensão entre Porte d'Ivry e Porte de Vincennes; a linha T3 é renomada linha T3a

### Linha da Petite Ceinture

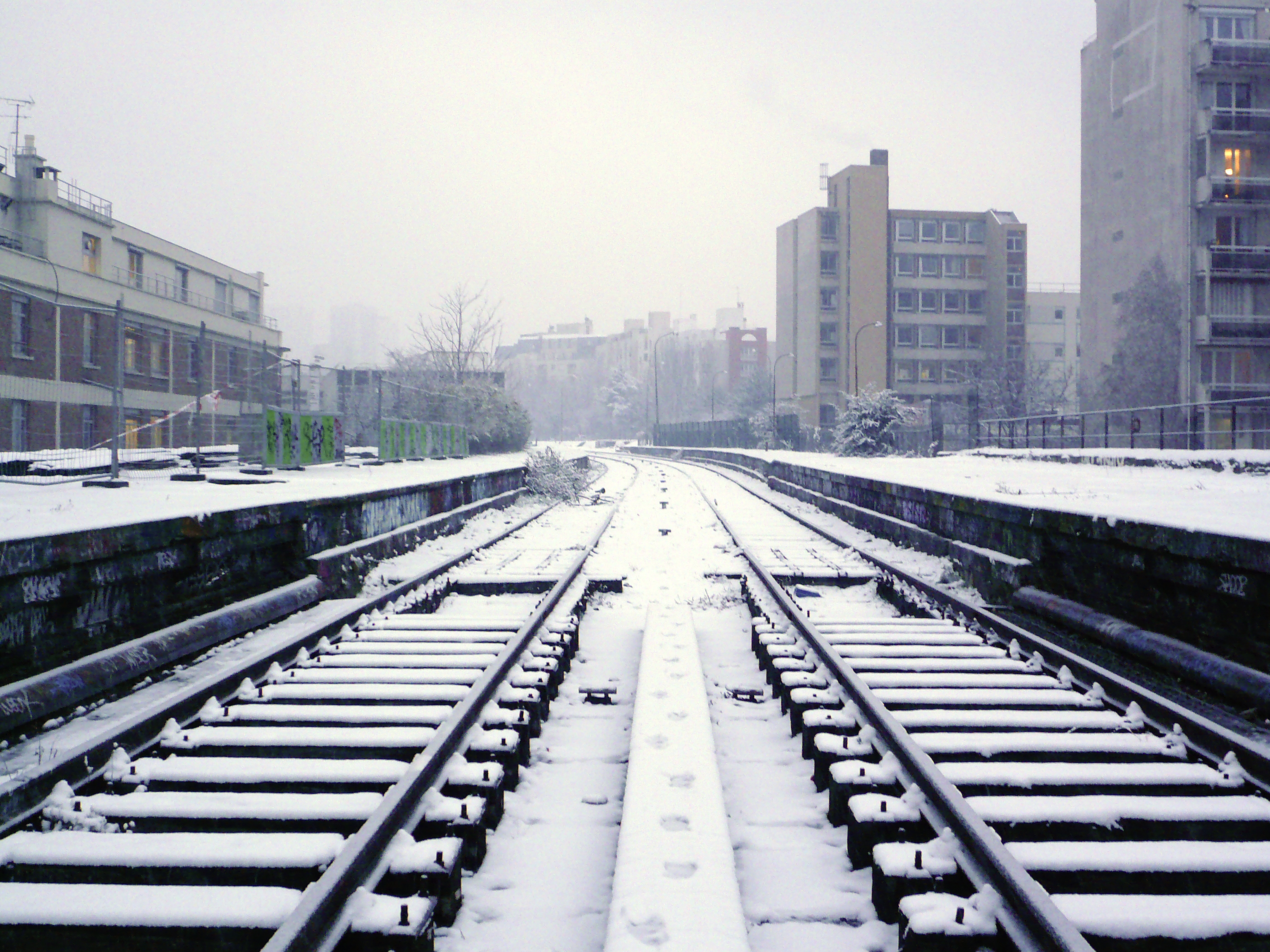
Em 2009, as plataformas abandonados da estação de Avenue de Paris sob a neve.

Para ligar as grandes radiais ferroviárias e suprir no interior as novas fortificações de Thiers, uma linha de estrada de ferro circular, chamada linha de Petite Ceinture, foi inaugurada em trechos de 1852 a 1869. Feita com via dupla e uma largura de 32 km (excluindo as ligações), fez a volta de Paris, dentro dos boulevards dos Marechais.
Esta linha foi a primeira dedicada exclusivamente ao tráfego de mercadorias  antes de ser aberta ao tráfego de passageiros, com exceção da linha de Auteuil que, pelo contrário, foi diretamente aberta para os passageiros em 1854, e apenas em 1867 para as mercadorias. Esta ferrovia conheceu um tráfego crescente e finalmente intenso de passageiros até o final do século XIX, especialmente durante as exposições universais. Mas a inadequação do material, constituído de locomotivas a vapor pouco potentes e de carros pouco confortáveis, deixou a linha menos atraente, e ela não resistiu à concorrência crescente do metropolitano.
O tráfego conheceu depois de 1900 um declínio constante e inexorável e, em abril de 1934, apesar de alguns esforços de melhoria permanecidos sem resultados, a linha foi pela maior parte de seu percurso fechada para o tráfego de passageiros, exceto para a linha de Auteuil, que permaneceu aberta até janeiro de 1985. Alguns meses mais tarde, em julho de 1934, foi criada a linha de ônibus PC, que conheceu imediatamente um grande sucesso.
O tráfego de mercadorias também desapareceu no início da década de 1990, e a linha desde então tem sido amplamente abandonada e amputada de uma parte do sua largura. Uma seção da linha d'Auteuil, entre Pereire - Levallois e Avenue Henri-Martin, foi no entanto integrada em 1988 à linha C do RER.

### Origens do projeto

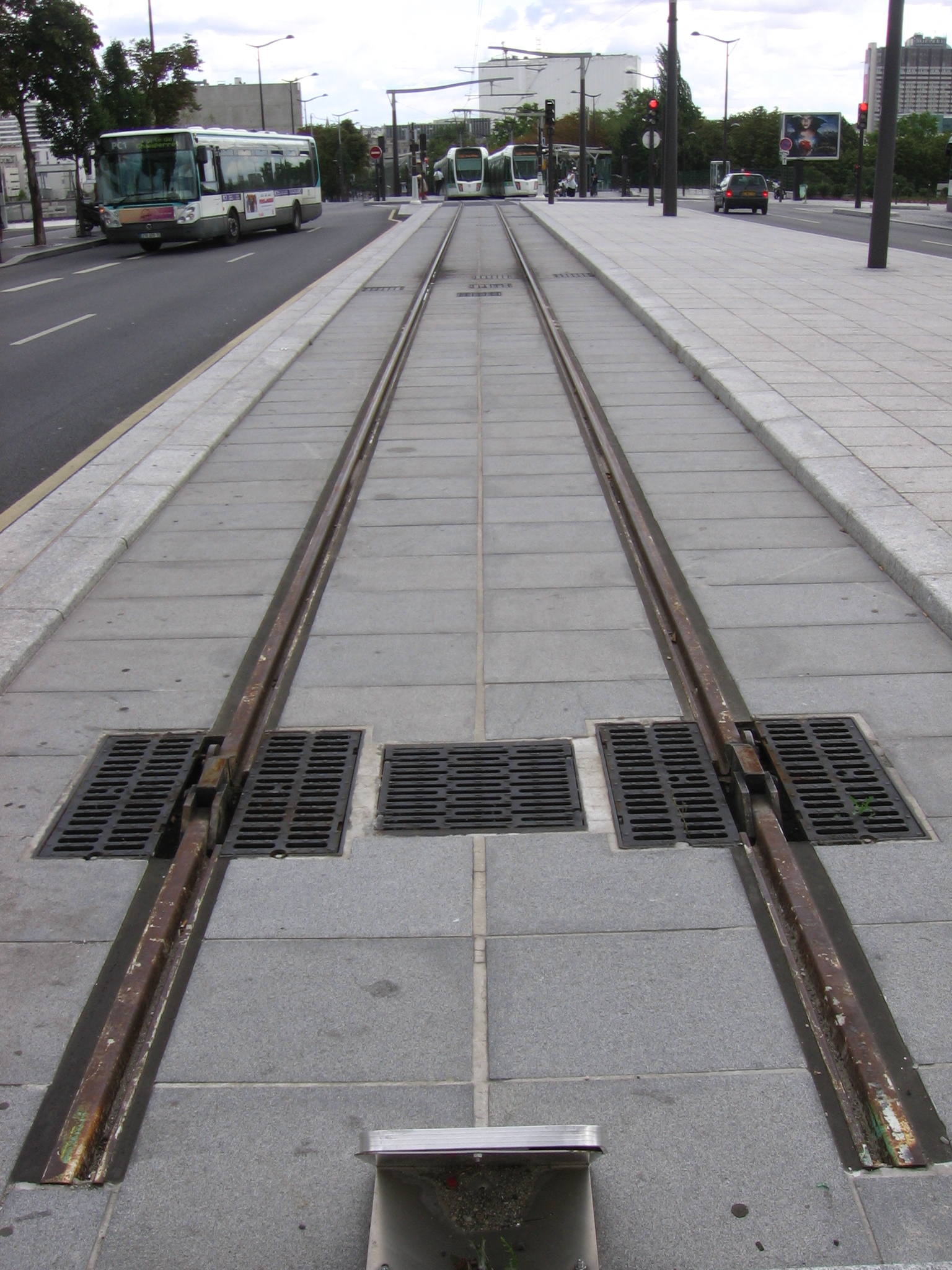
Origem da via no Pont du Garigliano.

A ideia da criação de uma linha de tramway as alamedas des Maréchaux é antiga: desde 1925, a Société des Transports en Commun de la Région Parisienne (STCRP), um dos ancestrais da RATP, imaginou uma linha de tramway PC. Mas esse projeto, ligado à criação em correspondência de bondes expressos nos subúrbios, não teve sequência. Os tramways parisienses foram finalmente todos desmantelados em 1937 sob a pressão do lobby do automóvel.
No final da década de 1990, a linha de ônibus PC, operada pela RATP, foi a linha mais carregada da rede e no limite de saturação nas horas de pico. A fim de aumentar a confiabilidade da operação, em outubro de 1999, ela foi dividida em três arcos parcialmente sobrepostos e se tornaram a linha PC1 nesta seção, ao sul da capital. Apesar de uma capacidade teórica de 50 000 passageiros por dia, graças à sua ônibus articulados do tipo Agora, que ele não atinge, no entanto, mais para garantir o seu papel em uma condição aceitável. Tornou-se assim cada vez mais urgente encontrar uma alternativa credível para aumentar a capacidade de transporte neste eixo no seu próprio site, e é uma linha de tramway que foi rapidamente considerado.

### Realização das obras
A construção começou em meados de 2003 pelo trabalho preliminar das concessionárias (gás, água, etc.), as obras propriamente ditas iniciando em 6 de junho de 2004. O primeiro trilhos foram postos em janeiro de 2005 e a instalação dos equipamentos começou em 2005 para terminar em setembro de 2006. O primeiro trem foi entregue por via de rodagem em comboio excepcional na noite de 7 a 8 de setembro de 2005 e começou seus ensaios em outubro. O primeiro teste de rota foi realizada entre Pont du Garigliano e Balard em 12 de outubro de 2005, na presença do prefeito do PS de Paris, Bertrand Delanoë, do presidente do PS da região da Île-de-France, Jean-Paul Huchon, e o presidente da RATP, Anne-Marie Idrac.
A oficina de manutenção de Lucotte foi inaugurado em maio de 2006. Os ensaios continuaram para além da Porte de Châtillon até a Porte d'Italie em 6 de setembro, a Porte de Choisy em 11 de setembro e, em seguida, todo o curso no final de setembro.
A "macha branca", composta de circulações em condições normais mas sem passageiros, iniciou em 20 de novembro de 2006 na nova infraestrutura concluída a fim de testar o bom funcionamento da unidade nas condições reais de exploração, antes da inauguração e da entrada em funcionamento da linha em 16 de dezembro de 2006.

### Nascimento do T3

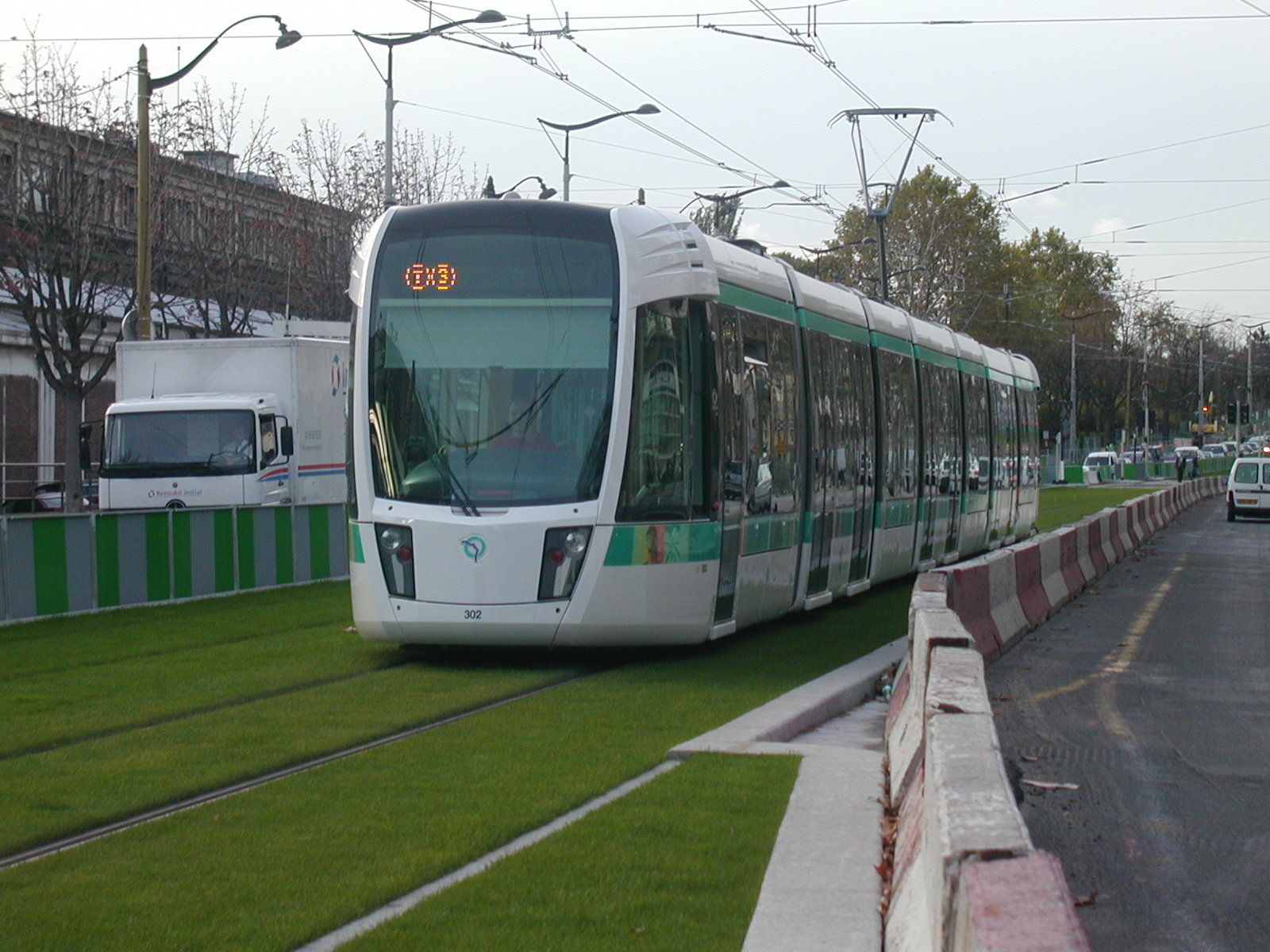
O trem Citadis 402 n° 302, durante os primeiros testes, final de 2005.

A inauguração da linha 3 do tramway franciliano (T3) decorreu em 16 de dezembro de 2006. A linha entrou em serviço no mesmo dia, e foi tomada em dois dias por 160 000 passageiros e curiosos.
Na segunda-feira 18 de junho de 2007, a velocidade comercial passou de 16 km/h a 18 km/h, diminuindo o tempo de viagem de 29 a 26 minutos. Esta velocidade deveria passar para o tempo de 20 km/h, velocidade prevista pelo projeto inicial.

### Extensão para o leste e nascimento do T3a

As extensões.

Desde o lançamento do projeto TMS, foi considerado uma extensão da linha de 2,4 km para o leste até a Porte de Charenton (debate público de 30 de janeiro a 15 de maio de 2006) no contrato de plano de 2000-2006. O tramway deveria atravessar o Sena. O comprimento total seria de 10,4 km. A questão do financiamento foi feito para empurrar essa extensão, até que a candidatura de Paris para os Jogos Olímpicos de 2012 englobou este projeto em um maior: estender o tramway des Maréchaux até a Porte de la Chapelle, permitindo a conexão com o polo olímpico.
No sábado, 15 de dezembro de 2012, a extensão do tramway des Maréchaux até a Porte de la Chapelle foi inaugurada na forma de duas linhas separadas a fim de garantir a robustez da operação, melhor aderência e evitar situações de congestionamento:
- a linha existente "T3 (sud)" foi estendida para a Porte de Vincennes e foi renomeada "T3a";
- uma segunda linha nomeada "T3b" foi inaugurada e juntou-se em sua continuidade a Porte de Vincennes para a Porte de la Chapelle. Ele será estendida em 2018 até a Porte d'Asnières.

O tramway foi gratuito durante todo o fim de semana nesta ocasião. Uma mudança foi necessária em Porte de Vincennes para poder realizar todo o percurso do tramway des Maréchaux, a partir da Pont du Garigliano até a Porte de la Chapelle.

## Estações

Traçado geograficamente exato da linha, antes de sua extensão para Porte de Vincennes.

## Projetos de expansão

Mapa de extensão prevista do T3 para o leste e depois o norte de Paris.

Em dezembro de 2012, após a abertura da extensão de Porte d'ivry para Porte de Vincennese do centro de exposições Porte de Vincennes para Porte de la Chapelle em forma de uma nova linha (T3b), a falta de peças para fazer a torre de Paris são:
- de Porte de la Chapelle a Porte d'Asnières, cuja abertura está prevista para o final de 2018[15](T3b);
- de Porte d'Asnières a Porte Dauphine, cuja realização é considerada (T3b) até 2023;[16]
- de Porte de Vincennes a Place de la Nation, cuja realização é considerada (T3a ou T3b) até 2020.

Se as relutâncias dos moradores do 16.º arrondissement foram vencidas e se as perspectivas de tráfego então a justificam, o tramway, operado em duas ou três seções, poderia um dia fazer a volta completa de Paris pelos boulevards des Maréchaux. Em 15 de abril de 2014, a prefeita de Paris, Anne Hidalgo, declarou sua vontade de estender o tramway em termo até a Pont du Garigliano.